# 霞山坭竹
霞山坭竹（学名：Bambusa xiashanensis）为禾本科簕竹属下的一个种。

## 扩展阅读
- 維基物種上的相關：霞山坭竹